# Videnskabelig metode
Videnskabelige metoder er forskningsmetoder, der anvendes til at indhente eller producere viden. Videnskabelige metoder er f.eks. statistiske værktøjer, kemisk analyse, interview, systematisk observation, psykologisk tolkning og kildekritik. Læren om metoder kaldes metodologi.

## Afgrænsning i forhold til begrebet videnskab
På dansk (og tysk m.v.) omfatter videnskab såvel naturvidenskab som humaniora. På engelsk, derimod, omfatter "science" for det meste kun naturvidenskab (se også naturvidenskabelig metode). Denne artikel handler derfor om den videnskabelige metode i såvel naturvidenskab som samfundsvidenskab og humaniora, dvs. det, der på engelsk betegnes "scholarly method". Udenfor videnskaben, fx i retssale kan man også anvende metoder, som nogen opfatter som identiske med de videnskabelige metoder. Føllesdal et al. (1992) argumenterer således for at den hypotetisk-deduktive metode også anvendes uden for videnskaberne. Teori-teorien er en psykologisk teori, der hævder, at børn og videnskabsmænd tænker på principielt samme måde (se Gopnik & Meltzoff, 1998). Spørgsmålet om afgrænsning mellem videnskab og ikke-videnskab diskuteres under navnet demarkationsproblemet.
Det er et kontroversielt spørgsmål, hvorvidt de nævnte videnskabsområder har fælles forskningsmetoder, eller om de har forskellige forskningsmetoder. En almindelig opfattelse er at logisk positivisme opstiller metodeidealerne i naturvidenskaben, mens hermeneutik opstiller metodeidealerne i humaniora. Dette synspunkt står Jürgen Habermas (1968) bl.a. for, mens de logiske positivister kun anerkende den naturvidenskabelige metode også for samfundsvidenskab og humaniora.
Føllesdal et al. (1992) argumenterer for at alle videnskaber er baseret på den hypotetisk-deduktive metode og at hermeneutik kan forstås som denne metode anvendt på et meningsfyldt materiale. Imod dem argumenterer Nerheim (1995), der finder, at hermeneutik ikke kan opfattes som en hypotetisk-deduktive metode.
Heroverfor står det synspunkt, at der i alle fag er en konkurrence imellem forskellige metodeidealer, altså at nogle forskere er mere positivistisk indstillet, andre er mere hermeneutisk indstillede og atter andre noget tredje – uanset hvad fag, de arbejder i, jf. nedenfor.
Endelig findes det synspunkt at der ikke er noget, der hedder videnskabelig metode overhovedet. Den stærkeste talsmand for dette synspunkt er Paul Feyerabend (1975). Bauer (1992) betegner også den videnskabelige metode en myte.

## Fire grundlæggende metodeidealer
Der kan skelnes mellem følgende grundlæggende opfattelser af erkendelsen, og dermed også af den videnskabelige metode:
Empirisme, rationalisme, historisme (som den fx kommer til udtryk i hermeneutik) samt pragmatisme. Denne opdeling er her baseret på Hjørland (2002), men opdelingen mellem empirisme og rationalisme er meget udbredt og en del værker tilføjer desuden enten historisme, pragmatisme eller noget tredje. Således opererer Aune (1970) med empirisme, rationalisme og pragmatisme, mens Flor (2006) opererer med empirisme, rationalisme og historisme. Terminologien er ofte forvirrende. Således regnes William James for en klassiker inden for pragmatismen, men han betegnede selv sit synspunkt for radikal empirisme.

### Empirismens metodeidealer
Observationer og sanse-data. Induktion (metode) fra samlinger af observationer. Intersubjektivt kontrollerede data
Ikke-relevant:
Spekulationer, viden baseret på autoriteter, viden fra bøger (empirismen har slagordet "studér naturen, ikke bøger"). Data om observatørens antagelser og forforståelse. (Det empiristiske metodeideal forsøger at minimere observatørens subjektivitet).

### Rationalismens metodeidealer
"Ren tænkning", begrebsanalyse, logik, deduktion, matematik, opstilling af viden i systemer af aksiomer, definitioner og teoremer. Computer-modeller.
Lav prioritet gives til empiriske data, fordi sådanne må organiseres efter principper, der ikke kan stamme fra erfaringen. (Man drukner i empiriske data, man ikke kan anvende til noget fornuftigt).

#### Empirismens og rationalismens fælles antagelser
Selvom empirisme og rationalisme fremstår som hinandens absolutte modsætninger, deler de alligevel nogle antagelser, der sætter dem i modsætning til historisme og pragmatisme, herunder en tro på erkendelsens grundlag (i enten erfaring eller rationel intuition), i sansningen som reduceret til en kemisk-fysisk påvirkning, i erkendelsen som et rent individuelt fænomen m.v. (negligering af sprogets og kulturens rolle).
Empirisme og rationalisme fremstår som neutrale, objektive og universelle metodeidealer, der ikke ønsker at inddrage sociale, kulturelle, historiske, politiske og pragmatiske forhold i den videnskabelige process.
Disse fælles antagelser dækker betegnelsen "positivisme", hvilket svarer meget godt til at logisk positivisme var et forsøg på at forbinde disse to klassiske epistemologier.

### Historismens metodeidealer
Baggrundsviden, viden om forforståelser, teorier, forståelsesformer, kontekster, historiske perspektiver på forskningsområdet. Iterative forskningsprocesser: Man går frem og tilbage mellem observationer, teorier og kontekst.
Lav prioritet tillægges de-kontekstualiserede data, fra hvilken betydningen ikke kan tolkes. Intersubjektivt kontrollerede data anses ofte for trivielle. Det er med andre ord forskerens kvalificerede viden om emnet, der er afgørende, ikke reducerede udsagn, som alle kan blive enige om.

### Pragmatismens metodeidealer
Pragmatismen har de samme metodeidealer som historismen (og de to teorier kan være vanskelige at skelne): Pragmatismen tilføjer i sin metode analyse af mål, værdier og konsekvenser. Når det, der studeres er mennesker, indbefatter det såvel forskeren (subjektet) som intentionaliteten hos de mennesker, der studeres (forskningsobjektet).
Lav prioritet (for ikke at sige direkte mistænksomhed) gives til information, der påstår at den er neutral eller værdifri. For eksempel er feministisk epistemologi skeptisk overfor (mange former for) information, der er produceret i et mandsdomineret samfund.

## De fire metodeidealers relative status
Logisk positivisme var et forsøg på at kombinere empirismens og rationalismens metodeidealer til eet præskriptivt forskningsprogram. Det er den almindelige holdning i dag at dette program brød sammen, bl.a. på grund af for store spændinger mellem de to retninger, som den logiske positivisme udsprang af. Alligevel dominerer denne form for tænkning ofte fx i lærebøger i forskningsmetoder.
Efter den logiske positivisme var især Karl Popper og Thomas Kuhn indflydelsesrige teoretikere.
Popper populariserede den hypotetisk-deduktive metode. Han anses for anti-empirist og antipositivist, fordi han betonede manglerne ved den induktive metode. I stedet for mente han at forskere skulle fremsætte dristige hypoteser, som andre forskere herefter skulle forsøge at modbevise ved at deducere hypotesens konsekvenser med henblik på at falsificere disse empirisk. Kritikere har imidlertid peget på at falsifikationsproceduren forudsætter observationers teori-uafhængighed (et forhold Popper selv kritiserede ved induktionismen). Hvis dette problem kan løses tilfredsstillede, er den hypotetisk-deduktive metode nok den, der kommer nærmest til den almindelige opfattelse af, hvad udtrykket "den videnskabelige metode" dækker over.
Med Thomas Kuhn's opfattelse af paradigmer, især den iagttagelse, at forskerne ser på verden gennem de briller, som de vokser op med via en forskningstradition, fik videnskabsteorien for første gang for alvor et historistisk indspark. Han fandt at al forskning er præget af forskernes antagelser, og at hverken dataindsamling eller falsificerende eksperimenter kan foretages på en objektiv måde, dvs. være uafhængig af forskerens egen teoretiske opfattelse. Denne teoretiske opfattelse kan være ubevidst og forskere oplæres i forskersamfund og forskningstraditioner, der deler visse grundlæggende antagelser, der er bestemmende for hvilke forskningsspørgsmål, der overhovedet er synlige og som kan stilles, og hvilke, der udgør blinde pletter inden for det pågældende paradigme. Kuhn sammenlignede videnskabelige observationer med psykologiske eksperimenter fra gestaltpsykologi, i hvilket det "samme" objekt nogle gange ses som fx en and og nogle gange som en kanin. Der er således intet neutralt observationssprog og distinktionen mellem data og teori udviskes. Kuhn fastholder traditionelle metoder ("puslespilsforskning") inden for forskningens normalperioder. Han bidrager derfor ikke som Popper konkret til den videnskabelige metodelære, men lægger kimen til et opgør med såvel induktionisme som med Poppers hypotetisk-deduktive metode.
Kuhns erkendelse peger frem imod en hermeneutisk metode: Forskernes teorier, dataindsamling og eksperimenter er delvis betinget af de sociale fællesskaber, som de er en del af og af faglige teorier og dominerende ideologier. Ved at tage denne indsigt alvorligt opprioriteres arbejdet med faglige teorier og deres videnskabshistorie. Forskerne beskæftiger sig med deres egen forforståelse og med de indre sammenhænge mellem observationer, teorier og metoder
Pragmatismens metodeidealer, dvs undersøgelse af bestemte teoriers konsekvenser og af forskningens værdigrundlag danner også en modpol til den logiske positivisme, idet denne forfægtede tesen om videnskabens værdifrihed. Charles Sanders Peirces (1839-1914) Pragmatic Maxim lyder: "Consider what effects that might conceivably have practical bearings you conceive the objects of your conception to have. Then, your conception of those effects is the whole of your conception of the object" (Peirce, 1877).
Den marxistiske tradition har forfægtet det synspunkt, at teoriers sandhed i sidste instans afgøres af praksis.
Pragmatismens metodeidealer kommer i dag især til udtryk i feministisk epistemologi, i kritisk forskning, i neopragmatisme, i postmodernisme og i socialkonstruktivisme. Postulatet er at pragmatiske kriterier bevidst eller ubevidst altid gør sig gældende, og at forskere derfor bør være sig dette bevidst. Objektivitet er ikke at skjule sit værdigrundlag, men at gøre det eksplicit.

## Medicin som eksempel
Indenfor medicinsk forskning og praksis er der en stærk strømning, der hedder evidensbaseret medicin. Denne strømning har været fortolket som et klar udtryk for empirismens metodeidealer. Se fx Cohen, Starvi & Hersh (2004).
Indenfor medicin findes der i dag en ret stor mængde artikler, der argumenterer for den hermeneutiske teori. Se fx Cooper (1994).
Der er ikke på samme måde eksplicitte talsmænd eller talskvinder for hhv. en rationalistisk eller en pragmatisk filosofisk basis for medicin. En sådan vil dog givetvis kunne konstrueres og påvises ved en nærlæsning af argumenter i den medicinske faglitteratur: I det omfang argumenter er baseret på fx en "apparatfejl model", kan man tale om en rationalistisk tænkning. I det omfang man kan spore et værdigrundlag og en prioritering af i hvad retning medicinsk forskning bør udvikle sig og en forbindelse ned til konkrete begrebsdannelser og eksperimenter, kan man tale om en pragmatisk tænkning. (Fx en påvisning af at medicinalindustriens interesser præger opfattelsen af psykisk sygdom på en begrænsende måde).
Således kan det hævdes at de fire metodeidealer faktisk konkurrerer i medicinsk forskning i dag, selvom de har en meget forskellig indflydelse.

## Forskningsmetode og politisk holdning
I følge traditionel videnskabsteori har det været utænkeligt og måske anstødeligt at forbinde holdninger til den videnskabelige metode med bredere politiske overbevisninger. Der findes næsten ingen undersøgelser heraf. En vigtig undtagelse er Heine Andersen (1999), der empirisk påviser sådanne sammenhænge indenfor samfundsvidenskaberne.

## Eksterne links
- Hjørland & Nicolaisen (red.): The epistemological lifeboat Arkiveret 3. december 2007 hos  Wayback Machine